# Ogesta gård

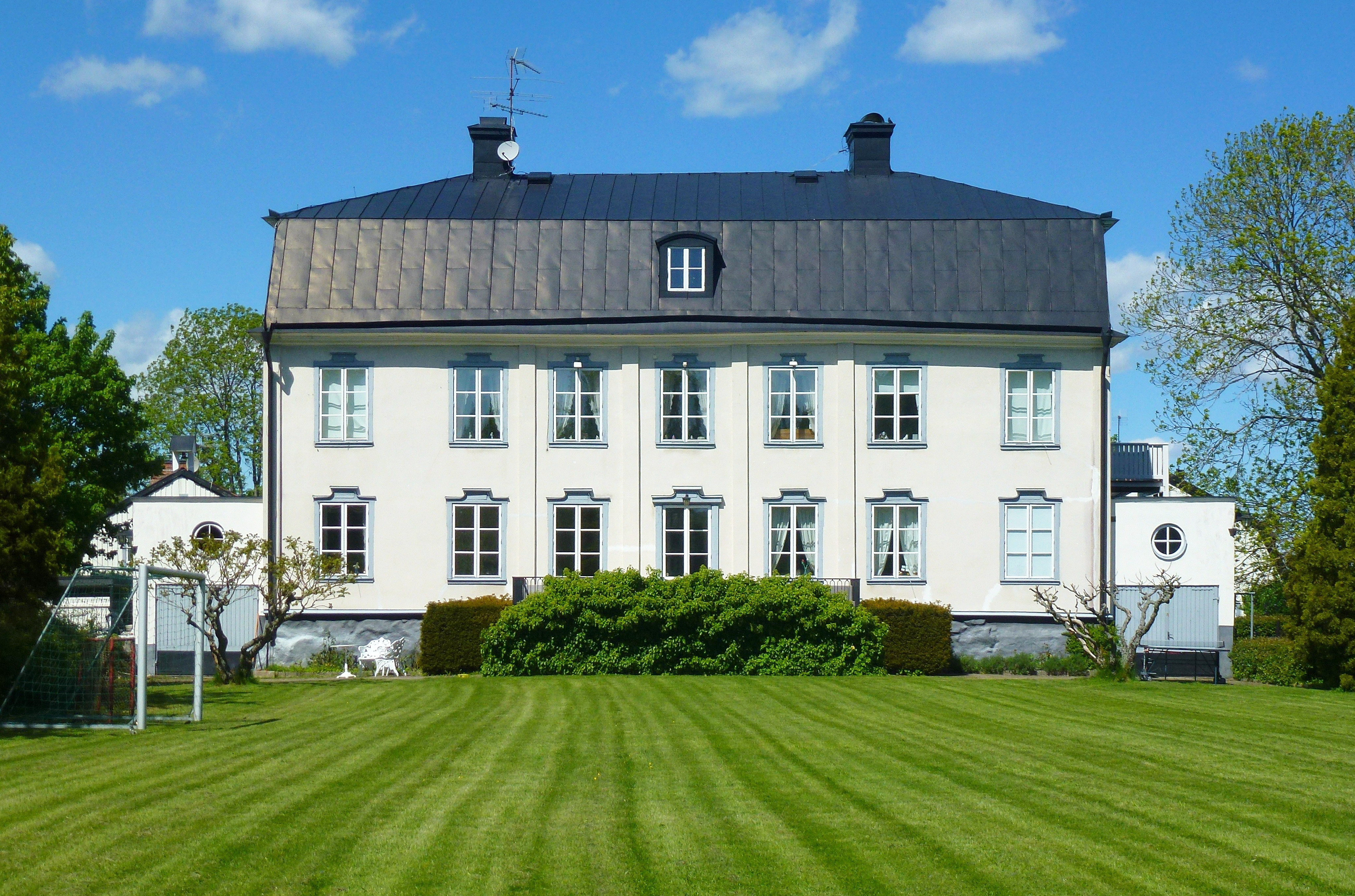
Ogesta gård, fasad mot syd, 2015.

Ogesta gård som tidigare varit både herrgård och säteri är beläget i Ösmo socken och Nynäshamns kommun på Södertörn. Herrgården ligger öster om Nynäsvägen och väster om Sittuviken, en mindre vik av Östersjön som leder in till Hammersta. En allé leder från gamla Nynäsvägen in till Ogesta gård. Ny bebyggelse har etablerats i området.

## Historik

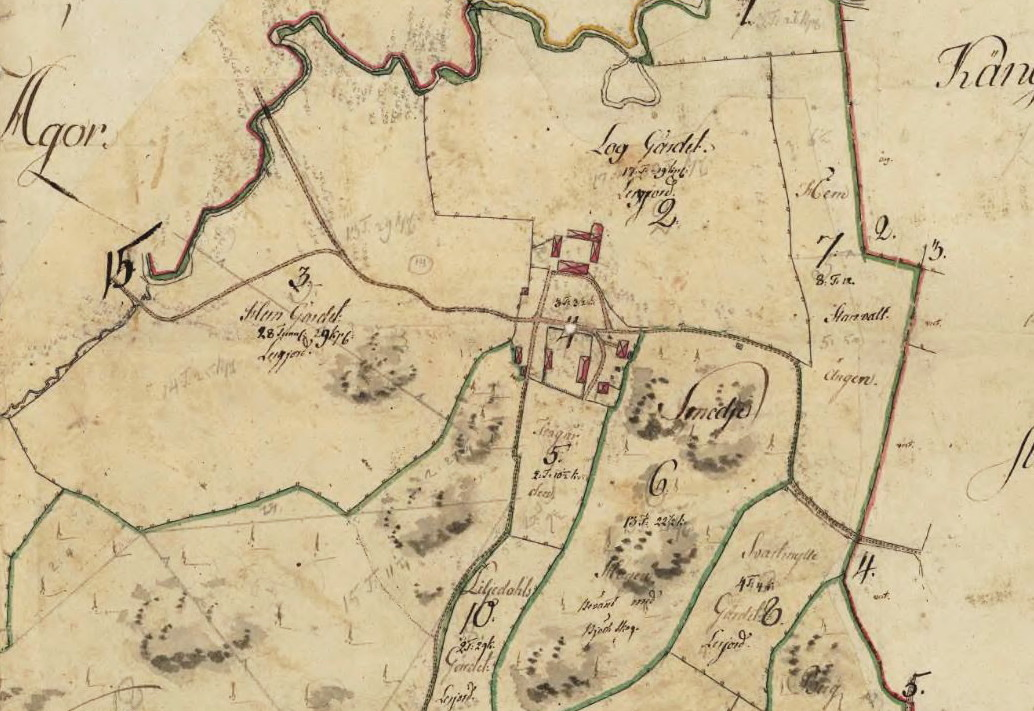
Ogesta gård med omgivning 1810.

Ogesta by med forntida anor låg söder om Muskån, innan denna med omgivning bebyggdes av Didrik Yxkull, son till Wollmar Yxkull och blev säteri på 1630-talet. Därefter tillhörde gården via arv och giften släkterna Yxkull, Wernstedt, Duwall, Stålhandske och Fleming. Flera av deras gravvårdar och vapensköldar finns nu bevarade i Ösmo kyrka. Ogesta är liksom de samtida grannbyarn Banksta, Kängsta och Jursta belägen i Ösmos största sprickdal, vars odlingsbara jordar togs i anspråk redan på äldre järnåldern. Mellan byarna och ner till havet slingrar en ålderdomlig väg. 
Nuvarande huvudbyggnad i två våningar uppfördes i empirstil på 1820-talet och det knuttimrade huset blev samtidigt reveterat och täckt med mansardtak. Till herrgården hör även två flyglar med brutna tak, varav den östra som lär vara från säteriets begynnelse i 1600-talets mitt, har tydliga fragment av grisaillemålningar från denna tid både på tak och väggar. Vidare hör till gården arbetarbostäder, samt en del ekonomibyggnader från 1947. Även kvarn och såg har funnits i anslutning till Muskån.
Sydväst om gården ligger ett gravfält från järnåldern med ett tjugotal fornlämningar som utgöres av tre gravhögar, sexton runda stensättningar och en rest bautasten som enligt traditionen kallas "Oges sten".

## Panorama

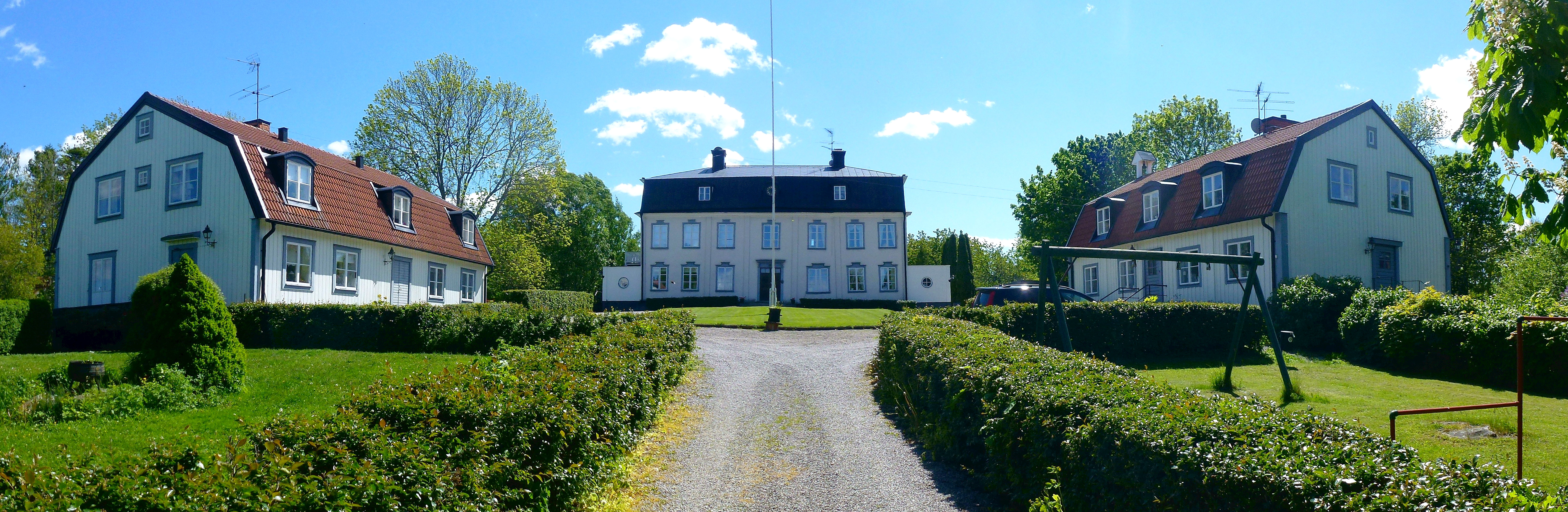
Ogesta gård med flygelbyggnaderna i juni 2015.